# توم فورمان
توم فورمان (بالإنجليزية: Tom Forman)‏ (26 أكتوبر 1879 في المملكة المتحدة - ) هو لاعب كرة قدم بريطاني (وحمل سابقاً جنسية المملكة المتحدة لبريطانيا العظمى وأيرلندا) في مركز الهجوم. لعب مع توتنهام هوتسبير ومانشستر سيتي ونادي بارنسلي ونوتينغهام فورست وSutton Coldfield Town F.C. ‏.

## وصلات خارجية
لم يتم العثور على روابط لمواقع التواصل الاجتماعي.